# Edwin Borboa
Edwin Borboa (* 11. Januar 1983 in Los Mochis, Sinaloa) ist ein ehemaliger mexikanischer Fußballspieler auf der Position des Stürmers. 

## Leben
Borboa begann seine Profikarriere in der Saison 2002/03 beim Zweitligisten CD Tapatío und wechselte zur Saison 2004/05 zu dessen Hauptverein Club Deportivo Guadalajara, für den er sein Debüt in der ersten mexikanischen Liga am 23. August 2004 in einem Heimspiel gegen Pachuca gab, das 1:1 endete. 
Obwohl er für Guadalajara wichtige Tore erzielte – wie den Ausgleichstreffer zum 2:2 gegen die UNAM Pumas in einem Ligaspiel der Saison 2005/06 und den zwischenzeitlichen Ausgleich zum 1:1 beim 4:2-Erfolg seiner Mannschaft im Viertelfinale der Meisterschaftsplay-Offs bei den Jaguares de Chiapas (Hinspiel 2:3), wodurch die Halbfinalteilnahme um die mexikanische Meisterschaft erreicht wurde –, blieb ihm der Durchbruch versagt. Daher wechselte er Anfang 2007, unmittelbar nach dem Gewinn der Apertura 2006 ins Filialteam Chivas USA in der Hoffnung, durch entsprechende sportliche Leistungen auf sich aufmerksam machen zu können und den Weg zurück in die erste Mannschaft von Guadalajara zu finden.
Die Rechnung ging insofern auf, als der CF Atlante ihn für die Saison 2007/08 verpflichtete und er somit die Rückkehr in die mexikanische Primera División schaffte. Außerdem gewann Atlante überraschend die Meisterschaft der Apertura 2007, so dass Borboa einmal mehr zum Kader einer Meistermannschaft gehörte. Dennoch schaffte er auch hier den gewünschten Durchbruch nicht und kam in der gesamten Saison 2007/08 nur zu sechs Einsätzen und einem einzigen Torerfolg, der ihm bei der 1:2-Niederlage gegen die Estudiantes Tecos gelang. Im Sommer 2008 wechselte er zum CF Pachuca, für den er in der Apertura 2008 lediglich zu drei Einsätzen kam. 
Zwischen 2009 und 2013 spielte Borboa für verschiedene Zweitligavereine.

## Erfolge
- Mexikanischer Meister: Apertura 2006, Apertura 2007